# Corneliu Mănescu

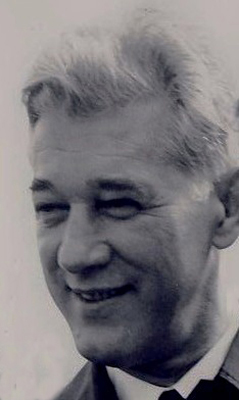
Corneliu Mănescu

Corneliu Mănescu (* 8. Februar 1916 in Ploiești; † 26. Juni 2000 in Bukarest) war ein rumänischer Politiker und Diplomat. Er war von 1961 bis 1972 Außenminister seiner Heimat und stand 1967/68 für ein Jahr der Generalversammlung der Vereinten Nationen als Präsident vor. Während der Rumänischen Revolution 1989 spielte er eine wichtige Rolle in Opposition gegen Nicolae Ceaușescu.
Mănescu studierte 1936 bis 1940 Jura und Ökonomie an der Universität Bukarest; schon hier arbeitete er als Journalist. Nach der Eroberung Rumäniens durch die Rote Armee 1944 arbeitete er in verschiedenen Positionen in Staat und KP. 1948 wurde er zum Vizeverteidigungsminister ernannt und bekleidete den Rang eines Generalleutnants. In der zweiten Hälfte der 1950er Jahre war er stellvertretender Vorsitzender des staatlichen Planungsausschusses. 1960/61 war er kurz Botschafter seiner Heimat in Ungarn, wurde aber bald zum Außenminister seines Landes berufen. Nach Ende seiner Amtszeit als rumänischer Außenminister diente er seinem Land noch bis in die frühen 1980er Jahre als Botschafter in wichtigen Hauptstädten der Welt, wie Paris.
Anfang 1989 initiierte er mit fünf anderen ehemaligen Führungspersonen der KP Rumäniens ein als Schreiben der Sechs bekannten offenen Brief, in dem diese die Regierung Ceaușescu heftig wegen der Missachtung der Bürgerrechte und der desolaten wirtschaftlichen Lage kritisierten sowie offen Reformen forderten. Als im Dezember 1989 dann der offene Aufstand gegen Ceaușescu ausbrach, war Mănescu eine der Leitfiguren der Übergangsregierung.

## Quelle
- Corneliu Mănescu in: Internationales Biographisches Archiv 52/2000 vom 18. Dezember 2000, im Munzinger-Archiv (Artikelanfang frei abrufbar)

| Personendaten    | Personendaten                      |
| ---------------- | ---------------------------------- |
| NAME             | Mănescu, Corneliu                  |
| KURZBESCHREIBUNG | rumänischer Politiker und Diplomat |
| GEBURTSDATUM     | 8. Februar 1916                    |
| GEBURTSORT       | Ploiești                           |
| STERBEDATUM      | 26. Juni 2000                      |
| STERBEORT        | Bukarest                           |